# Zonocerus variegatus
Zonocerus variegatus es una especie de saltamontes que pertenece al género Zonocerus de la familia Pyrgomorphidae. Es nativa de África Occidental y Central y fue descrita por primera vez por Carlos Linneo en 1758.